# Premios El Ojo Crítico
Los Premios El Ojo Crítico de RNE fueron creados en el año 1990 por el programa El Ojo Crítico de Radio Nacional de España. Unos galardones que reconocen y promocionan el trabajo de los jóvenes talentos, menores de 40 años, que han destacado en el último año en las modalidades de música clásica, narrativa, poesía, cine, teatro, música moderna, artes plásticas y danza.  
Desde el año 1997, RNE también concede el Premio El Ojo Crítico Especial a una trayectoria relevante. En el año 2014, se creó el Premio El Ojo Crítico Iberoamericano, que tiene carácter bienal. 

## Galardonados
Listado de ganadores:

### Artes plásticas
| Año  | Premiado                                  |
| ---- | ----------------------------------------- |
| 1990 | Jaume Plensa (escultor)                   |
| 1991 | Pedro G. Romero (pintor)                  |
| 1992 | Rogelio López Cuenca (pintor)             |
| 1993 | Victoria Civera (pintora)                 |
| 1994 | Sergio Sanz (pintor)                      |
| 1995 | Darío Álvarez Basso (pintor)              |
| 1996 | Juan Asensio (escultor)                   |
| 1997 | Daniel Canogar (fotógrafo)                |
| 1998 | Javier Pérez (escultor)                   |
| 1999 | Fernando Gutiérrez                        |
| 2000 | Eulalia Valldosera i Guilera (escultora)  |
| 2001 | Alberto Reguera (pintor)                  |
| 2002 | Santiago Mayo                             |
| 2003 | Tomás Vaquero Ibáñez                      |
| 2004 | Esther Pizarro (escultora)                |
| 2005 | Mar Solís (escultora)                     |
| 2006 | Laura Lío (escultora)                     |
| 2007 | Santiago Cirugeda (arquitecto)            |
| 2008 | Lara Almarcegui                           |
| 2009 | Cristina Lucas                            |
| 2010 | Asier Mendizabal                          |
| 2011 | Sara Ramo                                 |
| 2012 | Fernando García Dory                      |
| 2013 | Julia Spínola                             |
| 2014 | Jerónimo Elespe                           |
| 2015 | Paula Rubio Infante                       |
| 2016 | Patricia Esquivias                        |
| 2017 | Paloma Polo                               |
| 2018 | June Crespo (escultora)                   |
| 2019 | David Bestué                              |
| 2020 | El Palomar (Mariokissme & R. Marcos Mota) |
| 2021 | Núria Güell                               |
| 2022 | Claudia Pagès                             |

### Artes visuales
| Año  | Premiado      |
| ---- | ------------- |
| 2023 | Eva Fàbregas  |
| 2024 | Agnes Essonti |

### Cómic
| Año  | Premiado        |
| ---- | --------------- |
| 2023 | César Sebastián |
| 2024 | Javi de Castro  |

### Narrativa
| Año  | Premiado              | Obra                                           |
| ---- | --------------------- | ---------------------------------------------- |
| 1990 | Javier García Sánchez |                                                |
| 1991 | Pedro Zarraluki       |                                                |
| 1992 | Miquel de Palol       |                                                |
| 1993 | Felipe Benítez Reyes  |                                                |
| 1994 | Juan Manuel González  |                                                |
| 1995 | Irene Gracia          |                                                |
| 1996 | Andrés Ibáñez Segura  |                                                |
| 1997 | Juan Manuel de Prada  |                                                |
| 1998 | Lorenzo Silva         |                                                |
| 1999 | Alejandro Cuevas      |                                                |
| 2000 | Fernando Royuela      | La mala muerte                                 |
| 2001 | Marta Sanz            | Los mejores tiempos                            |
| 2002 | Ana Prieto Nadal      | La matriz y la sombra                          |
| 2003 | Albert Sánchez Piñol  | La piel fría                                   |
| 2004 | Isaac Rosa            |                                                |
| 2005 | Pilar Adón            | Viajes inocentes                               |
| 2006 | Julián Rodríguez      | Ninguna necesidad                              |
| 2007 | Ismael Grasa          | Trescientos días de sol                        |
| 2008 | Jon Bilbao            | Como una historia de terror                    |
| 2009 | Alberto Olmos         | Ejército enemigo                               |
| 2010 | Pablo Gutiérrez       | Nada es crucial                                |
| 2011 | Ignacio Ferrando      | Un centímetro de mar                           |
| 2012 | Use Lahoz             | La estación perdida                            |
| 2013 | Sergio del Molino     | La hora violeta                                |
| 2014 | Juan Gómez Bárcena    | El cielo de lima                               |
| 2015 | Sara Mesa             | Cicatriz                                       |
| 2016 | Alicia Kopf           | Hermano de hielo                               |
| 2017 | Aroa Moreno           | La hija del comunista                          |
| 2018 | Natàlia Cerezo        | En las ciudades escondidas                     |
| 2019 | Irene Vallejo         | El infinito en un junco                        |
| 2020 | Miqui Otero           | Simón                                          |
| 2021 | Laura Fernández       | La señora Potter no es exactamente Santa Claus |
| 2022 | Laura Chivite         | Gente que ríe                                  |
| 2023 | Brais Lamela          | No queda nadie                                 |
| 2024 | Paco Cerdà            | Presentes                                      |

### Cine
| Año  | Premiado                                   |
| ---- | ------------------------------------------ |
| 1990 | Agustí Villaronga                          |
| 1991 | Emma Suárez y Rosa Verger                  |
| 1992 | Gabino Diego                               |
| 1993 | Ariadna Gil                                |
| 1994 | Icíar Bollaín                              |
| 1995 | Ruth Gabriel                               |
| 1996 | Candela Peña                               |
| 1997 | Juan Carlos Fresnadillo                    |
| 1998 | Mercè Pons                                 |
| 1999 | Benito Zambrano                            |
| 2000 | Marta Belaustegui y Ángeles González Sinde |
| 2001 | Leonor Watling                             |
| 2002 | Eduard Fernández                           |
| 2003 | Isabel Coixet                              |
| 2004 | Marta Etura                                |
| 2005 | Mercedes Álvarez                           |
| 2006 | Daniel Sánchez Arévalo                     |
| 2007 | María Vázquez                              |
| 2008 | Roser Aguilar                              |
| 2009 | Bárbara Lennie                             |
| 2010 | Rodrigo Cortés                             |
| 2011 | Kike Maíllo                                |
| 2012 | Aida Folch                                 |
| 2013 | Macarena Gómez                             |
| 2014 | Carlos Marqués-Marcet                      |
| 2015 | Dani de la Torre                           |
| 2016 | Jonás Trueba                               |
| 2017 | Carla Simón                                |
| 2018 | Clara Roquet                               |
| 2019 | Enric Auquer                               |
| 2020 | Patricia López Arnaiz                      |
| 2021 | Vicky Luengo                               |
| 2022 | Oriol Pla                                  |
| 2023 | Bruna Cusí                                 |
| 2024 | Eduard Sola                                |

### Teatro
| Año  | Premiado                                          |
| ---- | ------------------------------------------------- |
| 1990 | Verónica Forqué y Kiti Mánver                     |
| 1991 | Emma Ozores                                       |
| 1992 | Carlos Hipólito                                   |
| 1993 | Adriana Ozores y Sergi Belbel                     |
| 1994 | Sala Cuarta Pared de Madrid                       |
| 1995 | Las Salas Alternativas                            |
| 1996 | Natalia Menéndez                                  |
| 1997 | Alfonso Armada Rodríguez                          |
| 1998 | Blanca Portillo                                   |
| 1999 | La obra "Las Manos"                               |
| 2000 | Juan Mayorga                                      |
| 2001 | Moma Teatre y Espai Moma Valencia                 |
| 2002 | Laila Ripoll                                      |
| 2003 | José Pascual                                      |
| 2004 | Israel Elejalde                                   |
| 2005 | Angélica Liddell                                  |
| 2006 | Compañía Teatro Meridional                        |
| 2007 | Festival del Sur                                  |
| 2008 | Ana Zamora                                        |
| 2009 | Sala La Guindalera                                |
| 2010 | María Isasi                                       |
| 2011 | Irene Escolar                                     |
| 2012 | Teatro Tribueñe                                   |
| 2013 | José Padilla                                      |
| 2014 | La Joven Compañía                                 |
| 2015 | Carlota Ferrer                                    |
| 2016 | Nao Albet & Marcel Borràs                         |
| 2017 | Kulunka Teatro                                    |
| 2018 | Lucía Miranda                                     |
| 2019 | Teatro En Vilo (Andrea Jiménez y Noemi Rodríguez) |
| 2020 | La Estampida                                      |
| 2021 | El Patio Teatro                                   |
| 2022 | Alessandra García                                 |
| 2023 | Greta García Jonsson                              |
| 2024 | Eléctrico 28                                      |

### Música clásica
| Año  | Premiado                                               |
| ---- | ------------------------------------------------------ |
| 1990 | Víctor Pablo Pérez (director de orquesta)              |
| 1991 | María Bayo (soprano)                                   |
| 1992 | Anabel García del Castillo                             |
| 1993 | José Antonio Sainz Alfaro                              |
| 1994 | David del Puerto (compositor)                          |
| 1995 | Ernest Martínez Izquierdo                              |
| 1996 | María José Montiel (mezzosoprano)                      |
| 1997 | Joseba Torre                                           |
| 1998 | Pilar Jurado (cantante)                                |
| 1999 | Jorge Elías                                            |
| 2000 | Juan José Mena (director de orquesta)                  |
| 2001 | Gloria Isabel Ramos                                    |
| 2002 | Asier Polo (músico)                                    |
| 2003 | Juan Medina (compositor)                               |
| 2004 | Mariola Cantarero (cantante)                           |
| 2005 | Javier Perianes (pianista)                             |
| 2006 | Luisa Domingo (arpista)                                |
| 2007 | Cuarteto Quiroga                                       |
| 2008 | Pablo Sainz Villegas (guitarrista)                     |
| 2009 | Luis Fernando Pérez (pianista)                         |
| 2010 | Pablo Heras-Casado (director de orquesta)              |
| 2011 | Cuarteto Leonor                                        |
| 2012 | Fernando Velázquez (compositor)                        |
| 2013 | La Ritirata                                            |
| 2014 | Guillermo Pastrana                                     |
| 2015 | Isabel Villanueva (violista)                           |
| 2016 | Eduardo Fernández (pianista)                           |
| 2017 | Raquel García Tomás (compositora)                      |
| 2018 | Clara Andrada                                          |
| 2019 | Ruth Iniesta (cantante lírica)                         |
| 2020 | María Dueñas (violinista)                              |
| 2021 | Xabier Anduaga (cantante)                              |
| 2022 | Juan Pérez Floristán (pianista)                        |
| 2023 | Roberto González-Monjas (director de orquesta)         |
| 2024 | Manuel Busto (multidisciplinar: director y compositor) |

### Música Moderna
| Año  | Premiado                                 |
| ---- | ---------------------------------------- |
| 1990 | Luz Casal                                |
| 1991 | 21 Japonesas                             |
| 1992 | Vicente Amigo                            |
| 1993 | Rosario Flores                           |
| 1994 | Manolo Tena                              |
| 1995 | Mercedes Ferrer y mención a Mayte Martín |
| 1996 | Marc Parrot                              |
| 1997 | No convocado                             |
| 1998 | No convocado                             |
| 1999 | No convocado                             |
| 2000 | No convocado                             |
| 2001 | No convocado                             |
| 2002 | No convocado                             |
| 2003 | Deluxe (Xoel López)                      |
| 2004 | Lori Meyers                              |
| 2005 | Cycle                                    |
| 2006 | Standard                                 |
| 2007 | Facto Delafé y Las Flores Azules         |
| 2008 | Vetusta Morla                            |
| 2009 | Delorean                                 |
| 2010 | El Guincho                               |
| 2011 | Manel                                    |
| 2012 | John Talabot                             |
| 2013 | Guadalupe Plata                          |
| 2014 | León Benavente                           |
| 2015 | Belako                                   |
| 2016 | Papaya                                   |
| 2017 | Rosalía                                  |
| 2018 | María Arnal i Marcel Bagès               |
| 2019 | Soleá Morente                            |
| 2020 | C. Tangana                               |
| 2021 | Rodrigo Cuevas                           |
| 2022 | Zahara                                   |
| 2023 | María José Llergo                        |
| 2024 | Judeline                                 |

### Poesía
| Año  | Premiado                              |
| ---- | ------------------------------------- |
| 1997 | Pablo García Casado                   |
| 1998 | Eduardo García                        |
| 1999 | Enrique Falcón                        |
| 2000 | Antonio Lucas                         |
| 2001 | Luis Muñoz                            |
| 2002 | Javier Rodríguez Marcos               |
| 2003 | Luis Bague Quílez                     |
| 2004 | José Luis Piquero                     |
| 2005 | J. A. Bernier y A. Méndez Rubio       |
| 2006 | Ana Isabel Conejo                     |
| 2007 | Luis Artigue                          |
| 2008 | Esther Ramón y Francisco José Sevilla |
| 2009 | Yolanda Castaño                       |
| 2010 | Rubén Martín Díaz                     |
| 2011 | Aaron García Peña                     |
| 2012 | Vanesa Pérez-Sauquillo                |
| 2013 | Abraham Gragera                       |
| 2014 | Ben Clark                             |
| 2015 | Rafael Espejo                         |
| 2016 | Carlos Pardo                          |
| 2017 | Fernando del Val                      |
| 2018 | Alba Flores Robla                     |
| 2019 | Rosa Berbel                           |
| 2020 | Raquel Vázquez                        |
| 2021 | Abraham Guerrero                      |
| 2022 | Munir Hachemi                         |
| 2023 | Laura Rodríguez Díaz                  |
| 2024 | Juan F. Rivero                        |

### Danza
| Año  | Premiado                              |
| ---- | ------------------------------------- |
| 2013 | Antonio Ruz                           |
| 2014 | Olga Pericet (bailarina y coreógrafa) |
| 2015 | Luz Arcas                             |
| 2016 | Daniel Doña                           |
| 2017 | Alicia Amatriain                      |
| 2018 | Marco Flores (bailaor y coreógrafo)   |
| 2019 | Jesús Carmona                         |
| 2020 | Jesús Rubio Gamo                      |
| 2021 | Janet Novás                           |
| 2022 | Chey Jurado                           |
| 2023 | Mario Bermúdez                        |
| 2024 | Compañía Led Silhouette               |

### Premio Ojo Crítico Especial
| Año  | Premiado                                         |
| ---- | ------------------------------------------------ |
| 1997 | Ana María Matute (Escritora)                     |
| 1998 | Alfredo Kraus (Tenor)                            |
| 1999 | Josep Maria Flotats (Actor y Director de Escena) |
| 2000 | Luis García Berlanga (Cineasta)                  |
| 2001 | José Hierro (Poeta)                              |
| 2002 | Antonio López (Pintor)                           |
| 2003 | María Jesús Valdés (Actriz)                      |
| 2004 | Elías Querejeta (Productor de cine)              |
| 2005 | Santiago Calatrava (Arquitecto)                  |
| 2006 | Pablo García Baena (Poeta)                       |
| 2007 | Joaquín Sabina (Cantautor)                       |
| 2008 | Pedro Almodóvar (Cineasta)                       |
| 2009 | Enrique Morente (Cantaor)                        |
| 2010 | Carlos Saura (Cineasta)                          |
| 2011 | Joan Manuel Serrat (Cantautor)                   |
| 2012 | Joaquín Achúcarro (Pianista)                     |
| 2013 | Carmen Balcells (Agente literaria)               |
| 2014 | Albert Boadella (Actor y Director de teatro)     |
| 2015 | Darío Villanueva (Director de la R.A.E.)         |
| 2016 | José Luis Garci (Director de cine)               |
| 2017 | Joan Matabosch (Director artístico)              |
| 2018 | Jorge Herralde (Editor)                          |
| 2019 | Pedro Iturralde (Saxofonista)                    |
| 2020 | Cristina García Rodero (Fotógrafa)               |
| 2021 | José Sacristán (Actor y Director de cine)        |
| 2022 | Rosa Montero (Escritora)                         |
| 2023 | Jaume Plensa (Artista plástico y escultor)       |
| 2024 | Gioconda Belli (Escritora)                       |

### Premio Especial 30 aniversario
| Año  | Galardonado | Observaciones |
| ---- | ----------- | ------------- |
| 2013 | Loquillo    | Cantante      |

### Premio Iberoamericano
| Año  | Premiado       |                            |
| ---- | -------------- | -------------------------- |
| 2014 | Nélida Piñón   | Escritora (Brasil)         |
| 2016 | Nuno Júdice    | Poeta (Portugal)           |
| 2018 | Héctor Alterio | Actor (Argentina / España) |